# Brigada Alexandroni
La Brigada Alexandroni (Tercera brigada) es una brigada de las fuerzas de defensa de Israel que luchó en la guerra árabe-israelí de 1948. Junto con la 7.ª brigada blindada ambas unidades tuvieron 139 muertos durante la primera batalla de Latrun - Operación Ben Nun Alef (un intento de conquistar el área de Latrún). Actualmente, es una unidad de reserva.

## Unidades
- Batallón 31
- Batallón 32
- Batallón 33
- Batallón 34
- Batallón 37

## La controversia de Katz
En 1998, Teddy Katz escribió una tesis de maestría en la Universidad de Haifa argumentando que la brigada Alexandroni cometió una masacre en la aldea palestina de Tantura durante la guerra árabe-israelí de 1948. Los veteranos de la brigada demandaron a Katz por difamación. Durante el juicio Katz admitió mediante la emisión de una declaración la retirada de su propia obra. Luego trató de retractarse en  su declaración, pero el Tribunal no lo permitió y falló en contra de él. Un comité en la Universidad de Haifa encontró problemas con la tesis y no la admitió. Algunas citas en la tesis no concuerdan con las grabaciones de la entrevista. La Universidad le retiró el título a Katz y le pidió que volviera a presentar su tesis, lo que él rechazó.
Sigue este enlace para ampliar información acerca de la masacre de Tantura

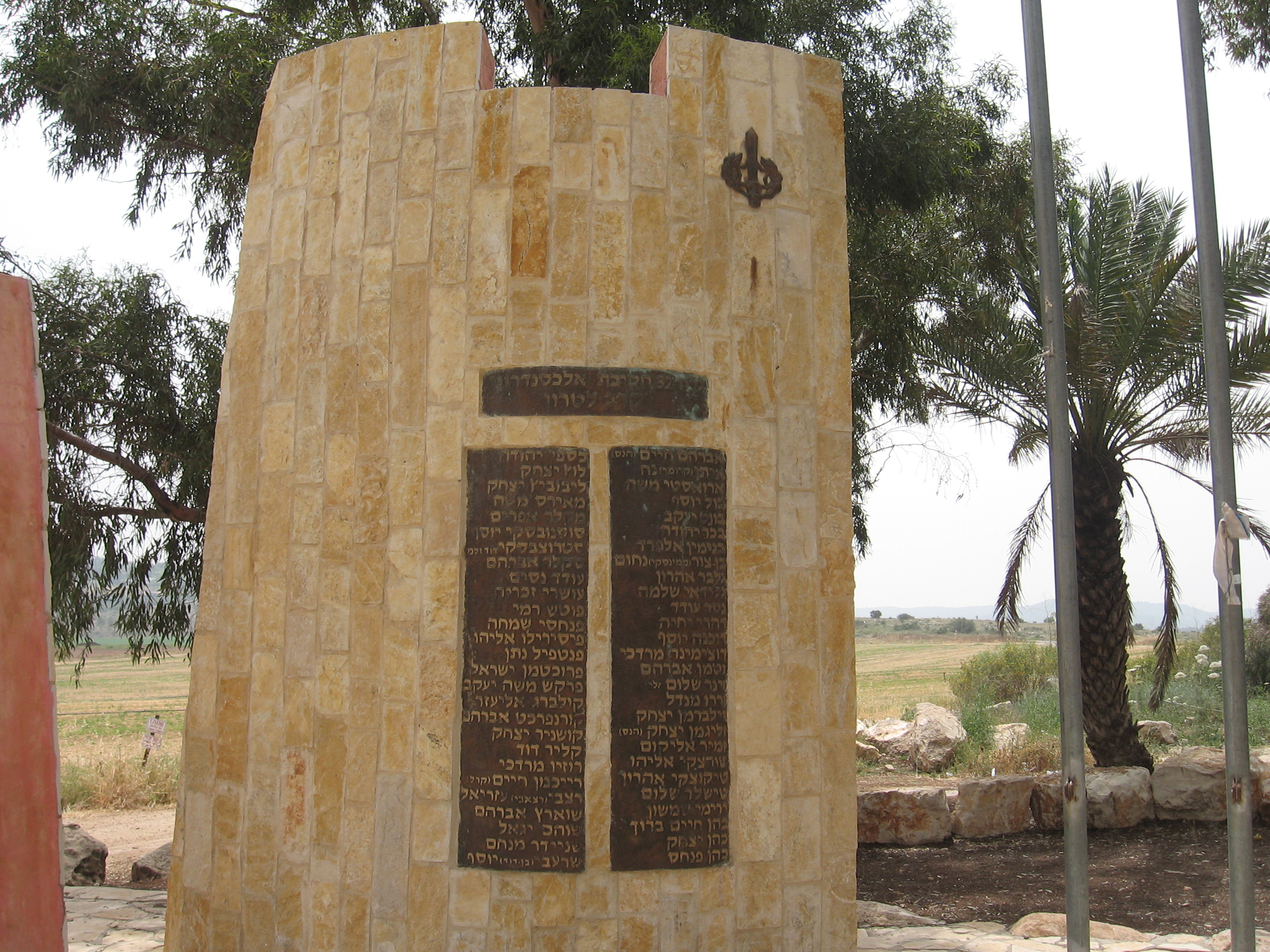
Monumento a la Brigada Alexandroni.

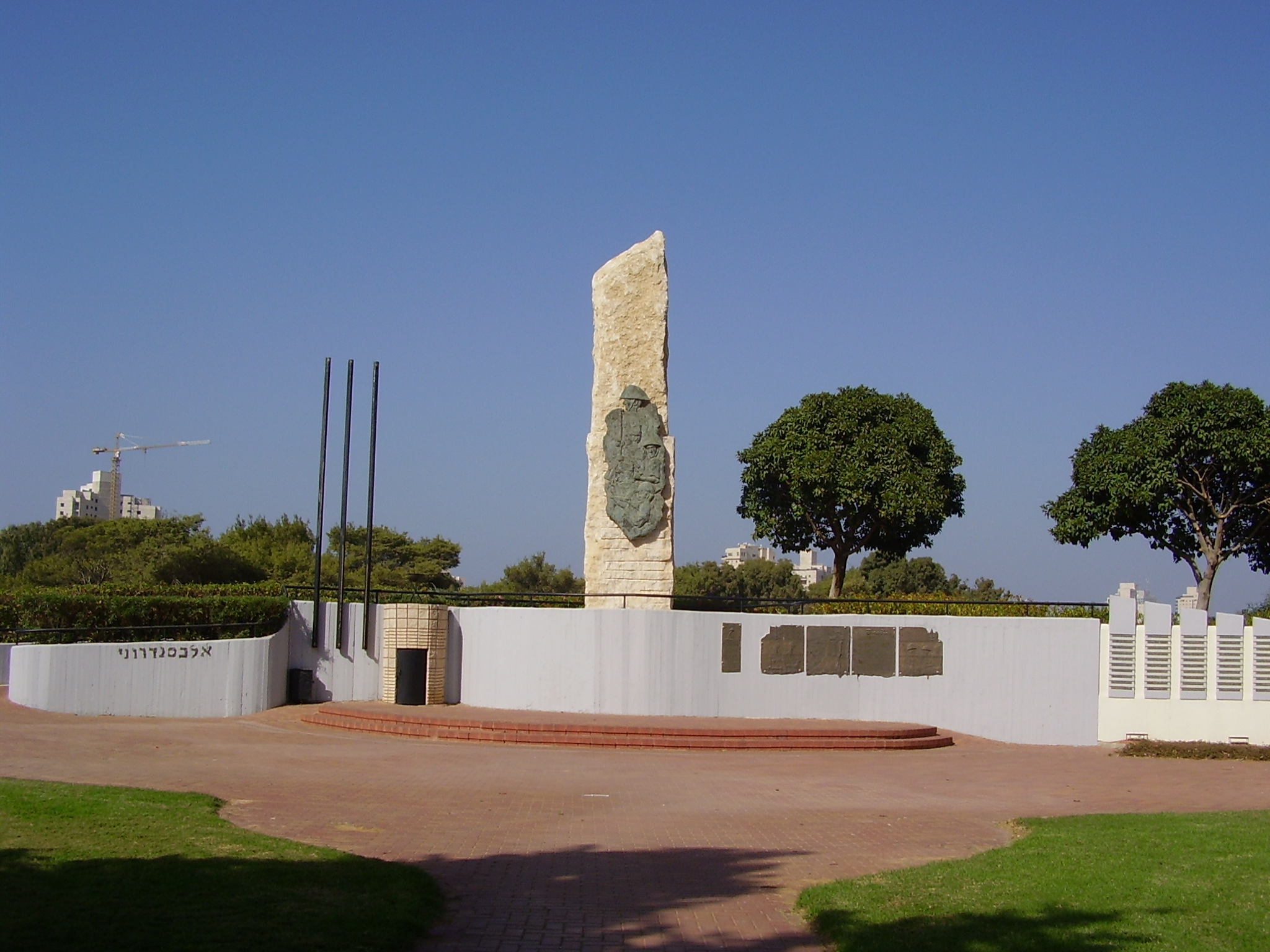
Memorial de la Brigada Alexandroni en Netanya.